# Dutch Beer Challenge 2023
De negende editie van de Dutch Beer Challenge vond plaats op 19 april 2023. Ongeveer 150 Nederlandse brouwerijen stuurden gezamenlijk een recordaantal van 556 bieren in voor deze wedstrijd.

## Winnaars
De prijsuitreiking vond plaats op 11 mei 2023 in Den Haag, tijdens de opening van het Nederlands Bierproeffestival. In totaal werden er 91 medailles uitgereikt aan 51 winnende brouwerijen. De Texelse Bierbrouwerij behaalde twee gouden en twee bronzen medailles. Lindeboom Bierbrouwerij wist vier zilveren medailles te veroveren. Oedipus Brewing sleepte twee zilveren en twee bronzen medailles in de wacht. De Mitra Award voor "Het Beste Bier van Nederland 2023" werd gewonnen door Gooisch Zwart, gebrouwen door de Gooische Bierbrouwerij.
Hieronder een overzicht van de bieren die een medaille hebben gewonnen in de Dutch Beer Challenge van 2023.

### Amber Ale
| Bier                        | Brouwerij                               | Subcategorie            | Prijs  |
| --------------------------- | --------------------------------------- | ----------------------- | ------ |
| Dutch Eagle                 | Morebeer Brewing i.s.m. Poesiat & Kater | Pale Ale/Speciale Belge | Goud   |
| Tesselaar Strandstruner     | Tesselaar Familiebrouwerij              | Pale Ale/Speciale Belge | Zilver |
| Op & Top                    | Brouwerij De Molen                      | Pale Ale/Speciale Belge | Brons  |
| Kaapse Maria                | Kaapse Brouwers                         | Pale Ale/Speciale Belge | Brons  |
| Het Varel                   | Brouwerij Mommeriete                    | IPA                     | Goud   |
| Kaapse Zweipac              | Kaapse Brouwers                         | IPA                     | Zilver |
| Moray IPA                   | Stadshaven Brouwerij                    | IPA                     | Brons  |
| Jopen Mooie Nel             | Jopen Bier                              | IPA                     | Brons  |
| Nectaron Phenomenon         | Brouwerij Kompaan                       | Double/Imperial IPA     | Goud   |
| Disco DIPA                  | Gallivant Brewery                       | Double/Imperial IPA     | Zilver |
| Cheers to the Next 10 Years | vandeStreek                             | Double/Imperial IPA     | Brons  |
| Little Smuling              | Poesiat & Kater                         | Session IPA             | Goud   |
| Luxum                       | Brouwerij De Werf                       | Session IPA             | Zilver |
| Orchestra of Angels         | 100 Watt                                | Hazy IPA/NEIPA          | Zilver |
| Juice Punch                 | Frontaal Brewing Company                | Hazy IPA/NEIPA          | Brons  |

### Blond
| Bier                  | Brouwerij                      | Subcategorie   | Prijs  |
| --------------------- | ------------------------------ | -------------- | ------ |
| Budels Pilsener       | Budelse Brouwerij              | Pils           | Goud   |
| Lindeboom Pilsener    | Lindeboom Bierbrouwerij        | Pils           | Zilver |
| Gulpener Ur-Pilsner   | Gulpener Bierbrouwerij         | Pils           | Zilver |
| Brand Pilsener        | Brand Bierbrouwerij            | Pils           | Brons  |
| Wittekop              | Belgica.nl                     | Saison         | Goud   |
| Lindeboom Saison      | Lindeboom Bierbrouwerij        | Saison         | Zilver |
| Gooisch Saison        | Gooische Bierbrouwerij         | Saison         | Brons  |
| 44 Boven NAP          | Brouwerij Grensgeval           | Saison         | Brons  |
| Texels Zeebries Blond | Texelse Bierbrouwerij          | Licht Blond    | Goud   |
| La Trappe Blond       | Bierbrouwerij de Koningshoeven | Licht Blond    | Zilver |
| Eeuwige Jeugd         | Brouwerij de Hemel             | Licht Blond    | Brons  |
| Octopus Blond         | Stadshaven Brouwerij           | Licht Blond    | Brons  |
| Gulpener Lentebock    | Gulpener Bierbrouwerij         | Blond-/Meibock | Goud   |
| Lentebock             | De Hollandse Pilsener Fabriek  | Blond-/Meibock | Zilver |
| Remix                 | Oedipus Brewing                | Blond-/Meibock | Brons  |
| Heen & Weer           | Brouwerij De Molen             | Zwaar Blond    | Goud   |
| Gajes                 | Bruut Bier                     | Zwaar Blond    | Zilver |
| Questeerder           | Bierbrouwerij De Magistraat    | Zwaar Blond    | Brons  |
| Andreas               | Frontaal Brewing Company       | Tripel         | Goud   |
| High Five             | Breugem Bier                   | Tripel         | Zilver |
| Zatte Tripel          | Brouwerij 't IJ                | Tripel         | Zilver |
| Dukes Tripppel        | Stadsbrouwerij Dukes           | Tripel         | Brons  |
| 8.6 I.P.L.            | Royal Swinkels                 | Hoppy Lager    | Brons  |
| Maris Lager           | Maris Lager                    | Hoppy Lager    | Brons  |

### Donker
| Bier                            | Brouwerij                      | Subcategorie    | Prijs  |
| ------------------------------- | ------------------------------ | --------------- | ------ |
| Texels Dubbel                   | Texelse Bierbrouwerij          | Licht Donker    | Goud   |
| Bière de Garde Brune            | Brouwerij Duits & Lauret       | Licht Donker    | Zilver |
| La Trappe Dubbel                | Bierbrouwerij de Koningshoeven | Licht Donker    | Brons  |
| Herfstbock                      | De Hollandse Pilsener Fabriek  | Bock/Dubbelbock | Goud   |
| Tesselaar Slufterbok            | Tesselaar Familiebrouwerij     | Bock/Dubbelbock | Zilver |
| Texels Bock                     | Texelse Bierbrouwerij          | Bock/Dubbelbock | Brons  |
| Bionic Blacksmith               | Jelster                        | Dark/Black IPA  | Zilver |
| Blaker                          | Brouwerij De Werf              | Dark/Black IPA  | Brons  |
| All Black                       | Stanislaus Brewskovitch        | Stout/Porter    | Goud   |
| Hooglander Espresso Stout       | Hooglander Bier                | Stout/Porter    | Zilver |
| Extra Stout                     | Brouwerij Troost               | Stout/Porter    | Brons  |
| v. Vollenhoven & Co Extra Stout | Poesiat & Kater                | Stout/Porter    | Brons  |
| Ongelovige Thomas               | Jopen Bier                     | Zwaar Donker    | Goud   |
| Heavy Henky                     | Henky                          | Zwaar Donker    | Zilver |
| Hertog Jan Grand Prestige       | Hertog Jan                     | Zwaar Donker    | Brons  |
| Export Porter 1750              | Brouwerij Kees                 | Imperial Stout  | Goud   |
| Scream & Stout                  | Opener Bier                    | Imperial Stout  | Zilver |
| Pikjongen                       | Bierbrouwerij de Magistraat    | Imperial Stout  | Brons  |

### Innovatie/Speciaal
| Bier                          | Brouwerij                      | Subcategorie                | Prijs  |
| ----------------------------- | ------------------------------ | --------------------------- | ------ |
| Kriek Wak Wow                 | Brouwerij Grensgeval           | Fruit                       | Goud   |
| Gooische Grape Ale VII        | Gooische Bierbrouwerij         | Fruit                       | Brons  |
| Cherry Chainsaw Massacre      | 100 Watt                       | Fruit                       | Brons  |
| Lekker Bakske Kobi!           | Uiltje Brewing Company         | Houtgelagerd                | Goud   |
| Gevat 02                      | Bierbrouwerij Wentersch        | Houtgelagerd                | Zilver |
| La Trappe Quadrupel Oak Aged  | Bierbrouwerij de Koningshoeven | Houtgelagerd                | Brons  |
| Smokey the Pear               | Uiltje Brewing Company         | Rook                        | Goud   |
| Rauchbier                     | Roode Bier                     | Rook                        | Zilver |
| Allmouth                      | Pontus Brewing                 | Rook                        | Brons  |
| Gooisch Zwart                 | Gooische Bierbrouwerij         | Speciaal (Minder dan 6 ABV) | Goud   |
| Schwarzbier                   | Roode Bier                     | Speciaal (Minder dan 6 ABV) | Zilver |
| Gingerbitch                   | Brouwerij Astronaut            | Speciaal (Minder dan 6 ABV) | Brons  |
| The Imperial März             | Jopen Bier                     | Speciaal (Meer dan 6 ABV)   | Goud   |
| Thai Thai                     | Oedipus Brewing                | Speciaal (Meer dan 6 ABV)   | Zilver |
| Salmiak Stout                 | Brouwerij Hoop                 | Speciaal (Meer dan 6 ABV)   | Brons  |
| Ridder Brett                  | Le Grand Crue                  | Sour/Brett                  | Goud   |
| Helga                         | Oedipus Brewing                | Sour/Brett                  | Zilver |
| Alice                         | Oedipus Brewing                | Sour/Brett                  | Brons  |
| Budels 0.0% Malt              | Budelse Brouwerij              | Alcoholvrij                 | Goud   |
| Lindeboom 0.0                 | Lindeboom Bierbrouwerij        | Alcoholvrij                 | Zilver |
| Swinckels' 0.0%               | Royal Swinkels                 | Alcoholvrij                 | Brons  |
| Fun House Non Alcoholic NEIPA | vandeStreek                    | Alcoholarm                  | Goud   |
| Superb-Owl                    | Uiltje Brewing Company         | Alcoholarm                  | Zilver |
| Vrijwit                       | Brouwerij 't IJ                | Alcoholarm                  | Brons  |
| Spaansch Benaauwd             | Brouwerij Hoop                 | Gerstewijn (Barley Wine)    | Goud   |
| Nieuw Ligt                    | Brouwerij de Hemel             | Gerstewijn (Barley Wine)    | Zilver |
| Barleywine                    | Brouwerij Troost               | Gerstewijn (Barley Wine)    | Brons  |
| Pomp 4                        | Bierbrouwerij Wentersch        | Gerstewijn (Barley Wine)    | Brons  |
| Flamango                      | Rauw Brouwers                  | Pastry                      | Brons  |

### Tarwe-/Granenbier
| Bier                     | Brouwerij               | Subcategorie | Prijs  |
| ------------------------ | ----------------------- | ------------ | ------ |
| De Klep Witte van Grubbe | Brouwerij De Klep       | Witbier      | Goud   |
| Venloosch Wit            | Lindeboom Bierbrouwerij | Witbier      | Zilver |
| Texels Skiller Wit       | Texelse Bierbrouwerij   | Witbier      | Brons  |
| Hertog Jan Weizener      | Hertog Jan              | Weizen       | Brons  |
| Barry Weizen             | Stanislaus Brewskovitch | Weizen       | Brons  |